# Vladimír Fajnor
Vladimír Fajnor (23. října 1875 Senica – 5. ledna 1952 Bratislava) byl slovenský a československý právník, vysokoškolský pedagog a politik, za první republiky ministr unifikací, předseda Nejvyššího soudu a na konci 30. let ministr spravedlnosti.

## Život a působení

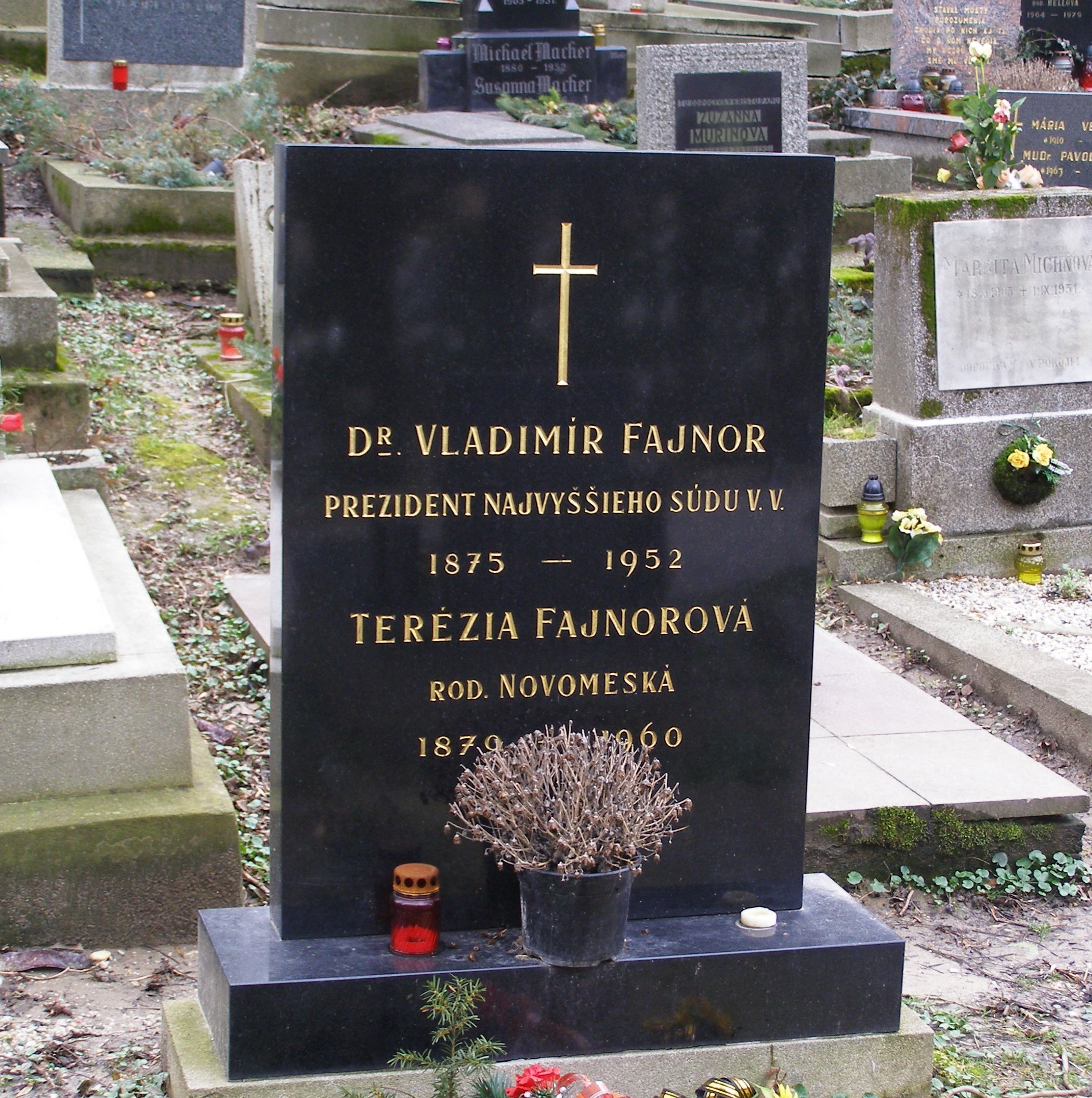
Hrob Vladimíra Fajnora a jeho manželky

Narodil se do početné rodiny advokáta a hudebního skladatele Štefana Fajnora (1844–1909) a jeho manželky Emílie Anny (1850–1930), rozené Jurenkové. Pocházel z devíti dětí, jeho bratrem byl slovenský evangelický biskup a spisovatel Dušan Fajnor. Jeho babička Judita byla sestrou slovenského národního buditele Samuela Jurkoviče.
Vladimír od roku 1885 studoval na gymnáziích Hradec Králové, Uherské Hradiště, Banská Bystrica, Rimavská Sobota a Šoproň. Pak absolvoval studia práv na berlínské univerzitě a univerzitě v Budapešti. V roce 1900 získal titul doktora práv.
Zpočátku pracoval v letech 1901–1918 coby advokát ve Zvolenu. Už během studií se Vladimír Fajnor zapojil do veřejného a politického života, politicky měl blízko k Milanu Hodžovi a angažoval se v evangelické církvi. Ve Zvoleně také vydával Zvolenské listy. V letech 1918–1919 byl ve Zvolenu županem, v letech 1919–1930 prezidentem soudní tabule (vrchního soudu) v Bratislavě a v letech 1931–1939 zastával post prvního prezidenta Nejvyššího soudu Československé republiky se sídlem v Brně, věnoval se zde civilní agendě.
Vladimír Fajnor se podílel na kodifikaci slovenské právní terminologie, spolu s Adolfem Zátureckým vydali dvoudílný slovensko-maďarský právnický slovník (1921, 1923). Pro účely právnické výuky také zpracovali učebnici Nástin súkromného práva na Slovensku a Podkarpatské Rusi (1924) a sbírku zásadních rozhodnutí uherské královské Kurie a československého Nejvyššího soudu v soukromoprávní oblasti do roku 1926. Fajnor také publikoval v dobových odborných časopisech, např. o dědickém právu. V letech 1920–1936 předsedal Jednotě právnické na Slovensku, byl členem Šafárikovy učené společnosti a v roce 1936 se stal profesorem na Právnické fakultě Univerzity Komenského v Bratislavě.
Od září 1920 zastával post ministra unifikací v úřednické první vládě Jana Černého. Na tomto postu setrval do září 1921. Do vlády se vrátil v samém závěru první republiky, kdy se stal v září 1938 ministrem spravedlnosti v první vládě Jana Syrového a portfolio zastával i krátce v následující druhé vládě Jana Syrového do října 1938. V druhé vládě Jana Syrového rovněž od 4. do 14. října 1938 působil i jako ministr unifikací. Ještě v roce 1945 Vladimír Fajnor působil jako zástupce Československa při Stálém mezinárodním soudu v Haagu.
S manželkou Terézií (1879–1960), rozenou Novomeskou, měl tři děti. Dcera Anna (1902–1984) byla publicistkou a představitelkou ženského hnutí v meziválečném Československu. Jejím prvním manželem byl dramatik a literární kritik František Wollman. Po rozvodu si vzala pplk. JUDr. Vladimíra Daxnera. 
Starší syn Ján zemřel v dětství, mladší Ľudovít Samuel (1907–1983) byl advokátem v Bratislavě.